# Старая Збурьевка
Старая Збурьевка (укр. Стара Збур'ївка) — село в Голопристанской городской общине Скадовского района Херсонской области Украины. В 2022 году, во время вторжения России на Украину, село было захвачено. На данный момент находится под оккупацией ВС РФ.
Население по переписи 2001 года составляло 2428 человек. Почтовый индекс — 75630. Телефонный код — 5539. Код КОАТУУ — 6522385301.
В селе родился Герой Советского Союза Иван Королюк.

## В кино
В 2015 году вышел документальный фильм «Украинские шерифы» режиссёра Романа Бондарчука, повествующий о трудовых буднях двух жителей села, взявших на себя ответственность за сохранение правопорядка в селе.